# Lluçà
Lluçà è un comune spagnolo di 267 abitanti situato nella comunità autonoma della Catalogna con sede nella frazione di Santa Eulàlia de Puig-Oriol: si tratta quindi di un comune sparso.